# العلاقات الإستونية الإسرائيلية
العلاقات الإستونية الإسرائيلية هي العلاقات الثنائية التي تجمع بين إستونيا وإسرائيل.

## مقارنة بين البلدين
هذه مقارنة عامة ومرجعية للدولتين:
| وجه المقارنة                                              | إستونيا                                                                             | إسرائيل                                                             |
| --------------------------------------------------------- | ----------------------------------------------------------------------------------- | ------------------------------------------------------------------- |
| المساحة (كم2)                                             | 45.34 ألف                                                                           | 20.77 ألف                                                           |
| عدد السكان (نسمة)                                         | 1.32 مليون                                                                          | 8.89 مليون                                                          |
| الكثافة السكانية (ن./كم²)                                 | 29.11                                                                               | 428.02                                                              |
| العاصمة                                                   | تالين                                                                               | القدس                                                               |
| اللغة الرسمية                                             | اللغة الإستونية                                                                     | اللغة العبرية، اللغة العربية                                        |
| العملة                                                    | يورو، كرون إستوني، كرون إستوني، المارك الإستوني                                     | شيكل إسرائيلي جديد، شيكل إسرائيلي قديم، جنيه فلسطيني، جنيه إسرائيلي |
| الناتج المحلي الإجمالي (بليون دولار)                      | 25.92 مليار                                                                         | 350.85 مليار                                                        |
| الناتج المحلي الإجمالي (تعادل القوة الشرائية) بليون دولار | 38.11 مليار                                                                         | 306.51 مليار                                                        |
| الناتج المحلي الإجمالي الاسمي للفرد دولار أمريكي          | 17.79 ألف                                                                           | 35.73 ألف                                                           |
| الناتج المحلي الإجمالي للفرد دولار أمريكي                 | 28.14 ألف                                                                           | 36.58 ألف                                                           |
| مؤشر التنمية البشرية                                      | 0.871                                                                               | 0.899                                                               |
| رمز المكالمات الدولي                                      | +372                                                                                | +972                                                                |
| رمز الإنترنت                                              | .ee                                                                                 | .il                                                                 |
| المنطقة الزمنية                                           | ت ع م+02:00، ت ع م+03:00، توقيت شرق أوروبا، أوروبا/تالين ‏، توقيت شرق أوروبا الصيفي ‏ | توقيت إسرائيل، Israel Summer Time ‏                                  |

## منظمات دولية مشتركة
يشترك البلدان في عضوية مجموعة من المنظمات الدولية، منها:
| علم المنظمة | اسم المنظمة                               | تاريخ انضمام إستونيا | تاريخ انضمام إسرائيل |
| ----------- | ----------------------------------------- | -------------------- | -------------------- |
|             | مؤسسة التنمية الدولية                     | 11 أكتوبر 2008       | 22 ديسمبر 1960       |
|             | منظمة التعاون الاقتصادي والتنمية          | ?                    | 7 سبتمبر 2010        |
|             | الأمم المتحدة                             | 17 سبتمبر 1991       | 11 مايو 1949         |
|             | منظمة التجارة العالمية                    | ?                    | 21 أبريل 1995        |
|             | منظمة الشرطة الجنائية الدولية             | ?                    | ?                    |
|             | المركز الدولي لتسوية المنازعات الاستشارية | 23 يوليو 1992        | 22 يوليو 1983        |
|             | الاتحاد الدولي للاتصالات                  | 19 مايو 1922         | 24 يونيو 1948        |
|             | الفريق المعني برصد الأرض                  | ?                    | ?                    |
|             | البنك الدولي للإنشاء والتعمير             | 23 يونيو 1992        | 12 يوليو 1954        |
|             | الاتحاد البريدي العالمي                   | ?                    | ?                    |
|             | مؤسسة التمويل الدولية                     | 9 أغسطس 1993         | 26 سبتمبر 1956       |
|             | وكالة ضمان الاستثمار متعدد الأطراف        | 24 سبتمبر 1992       | 21 مايو 1992         |
|             | يونسكو                                    | 14 أكتوبر 1991       | 16 سبتمبر 1949       |

## وصلات خارجية
- موقع وزارة الخارجية الإستونية
- موقع وزارة الخارجية الإسرائيلية